# Ptilinop de clatell vermell
El ptilinop de clatell vermell (Ptilinopus dohertyi) és una espècie d'ocell de la família dels colúmbids (Columbidae) que habita els boscos de Sumba, a les illes Petites de la Sonda.